# Аракіє
Аракіє (перс. عراقيه) — село в Ірані, у дегестані Фармагін, у Центральному бахші, шагрестані Фараган остану Марказі. За даними перепису 2006 року, його населення становило 30 осіб, що проживали у складі 12 сімей.

## Клімат
Середня річна температура становить 12,59 °C, середня максимальна – 32,36 °C, а середня мінімальна – -11,27 °C. Середня річна кількість опадів – 270 мм.
| Клімат поселення                              | Клімат поселення | Клімат поселення | Клімат поселення | Клімат поселення | Клімат поселення | Клімат поселення | Клімат поселення | Клімат поселення | Клімат поселення | Клімат поселення | Клімат поселення | Клімат поселення | Клімат поселення |
| Показник                                      | Січ.             | Лют.             | Бер.             | Квіт.            | Трав.            | Черв.            | Лип.             | Серп.            | Вер.             | Жовт.            | Лист.            | Груд.            |                  |
| Середній максимум, °C                         | 7,64             | 10,50            | 15,72            | 21,02            | 24,93            | 32,05            | 32,36            | 31,14            | 26,89            | 21,44            | 14,80            | 8,54             |                  |
| Середня температура, °C                       | −1,81            | 1,04             | 6,25             | 11,57            | 15,47            | 22,60            | 25,82            | 24,59            | 20,34            | 14,89            | 8,26             | 1,98             |                  |
| Середній мінімум, °C                          | −11,27           | −8,4             | −3,18            | 2,11             | 6,02             | 13,14            | 19,27            | 18,05            | 13,80            | 8,35             | 1,71             | −4,56            |                  |
| Норма опадів, мм                              | 39               | 36               | 48               | 35               | 31               | 5                | 1                | 1                | 0                | 10               | 25               | 39               |                  |
| Середньомісячна швидкість вітру, м/с          | 2.08             | 2.00             | 2.99             | 3.02             | 2.84             | 2.50             | 2.54             | 2.48             | 2.30             | 2.20             | 1.87             | 1.90             |                  |
| Середньомісячна сонячна радіація, кДж/м²·день | 8957             | 12352            | 14729            | 18226            | 22151            | 26806            | 25899            | 23967            | 20813            | 15379            | 10872            | 8783             |                  |
| --------------------------------------------- | ---------------- | ---------------- | ---------------- | ---------------- | ---------------- | ---------------- | ---------------- | ---------------- | ---------------- | ---------------- | ---------------- | ---------------- | ---------------- |
| Джерело:                                      |                  |                  |                  |                  |                  |                  |                  |                  |                  |                  |                  |                  |                  |